# Philipp Kleffel
Philipp Kleffel (20 septembre 1884 à Birkenfeld, arrondissement de Znin — 10 octobre 1964 à Cobourg) est un General der Kavallerie allemand de la Heer (armée de Terre) dans la Wehrmacht pendant la Seconde Guerre mondiale.
Il a été récipiendaire de la croix de chevalier de la croix de fer. Cette décoration est attribuée pour récompenser un acte d'une extrême bravoure sur le champ de bataille ou un commandement militaire avec succès.

## Biographie
Kleffel s'engage le 25 novembre 1905 en tant que porte-drapeau dans le 4e régiment d'uhlans de l'armée prussienne. Il y est promu lieutenant le 18 mai 1907 avec un brevet daté du 14 avril 1907. 
Philipp Kleffel est capturé par les troupes britanniques. Il est libéré en 1947.

## Décorations
- Croix de fer (1914)
  - 2e classe
  - 1re classe
- Croix d'honneur
- Agrafe de la croix de fer (1939)
  - 2e classe
  - 1re classe
- Médaille du Front de l'Est
- Ordre de la Croix de la Liberté avec glaives (29 mars 1943)
- Croix allemande en or (10 mai 1943)
- Croix de chevalier de la croix de fer
  - Croix de chevalier le 17 février 1942 en tant que Generalleutnant et commandant de la 1re division d'infanterie[1].